# 格里遜鎮區 (伊利諾伊州蒙哥馬利縣)
格里遜鎮區（英語：Grisham Township）是位於美國伊利諾伊州蒙哥馬利縣的一個行政鎮區。

## 地方資料
根據2010年美國人口普查的數據，格里遜鎮區的面積為63.20平方千米，當中陸地面積為63.10平方千米，而水域面積為0.10平方千米。當地共有人口603人，而人口密度為每平方千米9.54人。